# Déchets d'activités de soins à risques infectieux et assimilés
Pour un article plus général, voir Déchet.
Les déchets d'activités de soins à risques infectieux et assimilés (DASRIA) sont un des types de déchets à risques (notamment défini par le droit français). Les risques justifiant un classement de déchet médical en DASRIA sont divers : risque infectieux, chimique, toxicologique, lié à la radioactivité ou mécaniques (seringues, scalpels, etc.) qu'il convient de réduire pour protéger :
- les patients ;
- le personnel hospitalier, de soins et de santé ;
- les agents de la filière déchet ;
- les animaux domestiques et d'élevage (vulnérables aux zoonoses)
- l'environnement.

## Définition
Ce sont notamment des déchets issus de l'activité de professionnels (en libéral ou dans des structures publiques) ou de malades en auto-soins et parfois en auto-médication (exemple : traitements de maladies chroniques telles que le diabète, anti-rétroviraux, traitement des hépatites, prise d'hormones de croissance ou dans le cadre d'une transition hormonale, anticoagulants…), avec par exemple :
- établissements de santé ou de recherche en santé humaine ou vétérinaire ;
- autres structures de soins (infirmeries, dispensaires, dentistes, chirurgiens dentistes) ;
- services de secours d'urgence ;
- infirmiers(ères) libéraux(ales) ;
- médecins vétérinaires ;
- malades hospitalisés et/ou hémodialysés à domicile ;
- centres de services médicaux ;
- laboratoires de biologie médicale ;
- centres de vaccination ;
- centres de transfusion sanguine ;
- établissements d’hébergement des personnes âgées ;
- laboratoires d'analyses médicales.

Ces déchets proviennent directement des malades ou des professionnels de santé, ou encore du nettoyage des hôpitaux, cliniques, cabinets libéraux médicaux ou vétérinaires.
La définition restrictive des déchets infectieux ne regroupe que des objets ayant été — avec certitude ou potentiellement — souillés par des microbes ou prions. Sinon, ils sont assimilés à des déchets toxiques ou dangereux ou à de simples ordures ménagères (déchet banal) car non infectieux et sans risques.
Ainsi, en temps normal, des poches de nutrition parentérale « propres » peuvent par exemple être traitées avec les ordures ménagères (DAOM). En revanche, si un déchet est suspecté d’avoir été en contact avec du matériel potentiellement infectieux, il est considéré comme DASRI et traité comme tel.

## Volumes
Ils varient fortement selon les thérapies et la source (hôpital, cabinet médical ou soin à domicile).

## Modes d’élimination
Ces DASRIA doivent suivre un circuit d’élimination sécurisé et isolé du traitement des ordures ménagères, afin d’éviter tout risque de contact des personnes avec du matériel usagé ou des pathogènes (sauf prétraitement particulier). Les DASRIA sont généralement incinérés.
Les DASRIA doivent en effet être collectés immédiatement après usage dans des récipients adaptés (collecteurs de déchets) et normalisés (NF X 30-500) répondant à certaines normes de sécurité (résistance aux chocs, incinérables, couleur jaune…).
Les bouteilles d’eau minérale en plastique ou en verre sont inadaptées au transport et élimination de ce type de déchets. Les producteurs de ces déchets en sont responsables et si les soignants disposent déjà de circuits d’élimination spécialisés, il n’en est pas toujours de même pour les patients en auto-soins.
Les officines n’étant pas forcément équipées pour récupérer les DASRIA en toute légalité, les patients doivent donc s’informer auprès des collectivités locales, communautés urbaines ou organismes intercommunaux qui ont la charge des ordures ménagères et peuvent assurer l’élimination comme les Déchets Ménagers Spéciaux (D.M.S.) produits par les ménages.

## Risques professionnels et prévention
Les professionnels qui manipulent des déchets d'activités de soin et assimilés (seringues, poches de sang, gants souillés, ...), ainsi que les salariés qui traitent ces déchets, sont exposés à des risques infectieux. 
L'organisation du travail doit prendre en compte ce risque afin de protéger les professionnels exposés et de limiter le risque d'une contamination. 
L'élimination de ces déchets répond à des règles précises (emballage, entreposage, traçabilité ...).

## Déchets d’auto-soins
En France, 
- une nouvelle filière de collecte et de traitement existe désormais pour les patients en auto-soins. Il s’agit de borne de collectes de DASRI, mise en place par les collectivités locales et utilisées notamment par les diabétiques. Les boites à aiguilles collectées dans ces bornes suivent le parcours normal des DASRI et ne retrouvent plus dans la filière des ordures ménagères. Cette solution permet le respect de la réglementation environnementale et règle le problème de dispersion de ces déchets.
- Les DASRIA doivent être éliminés dans un délai de 3 mois maximum (< 5 kg) auprès de structures adaptées[7].
- Les collecteurs doivent être identifiés (en préservant le secret médical) pour l’élimination puis l’incinération[5].
- Le transport des collecteurs (< 15 kg) dans un véhicule privé est autorisé[8].
- La Loi Grenelle II prévoit[9] qu'en l’absence de dispositif de collecte de proximité spécifique, les officines de pharmacies, les pharmacies à usage intérieur et les laboratoires de biologie médicale seront tenus de collecter gratuitement les déchets d’activités de soins à risque infectieux perforants produits par les patients en auto-traitement, apportés par les particuliers qui les détiennent.
Un décret en Conseil d'État (pris après avis de l’Autorité de la concurrence) précisera « les conditions de la collecte et de l'élimination, au sens de l’article L. 541-2 du code de l’environnement, des déchets mentionnés au premier alinéa du présent article ; les conditions de financement de celles-ci par les exploitants de médicaments et les fabricants de dispositifs médicaux et dispositifs médicaux de diagnostic in vitro ou leurs mandataires, qui mettent sur le marché des matériels ou matériaux, associés ou non à un médicament ou à un dispositif médical et destinés aux patients en auto-traitement et conduisant à la production de ces déchets[9] » ;
Des sanctions sont prévues en cas de non-respect de cette obligation (elles seront précisées par le décret)[9].

## Coût de la filière complète
Le coût ne semble pas avoir été évalué : 2 millions d’euros sont prévus pour commencer (mi 2007) dont 800 000 € affectés aux contenants, et 1,2 million aux coûts d’incinération. Mais en 2007, le coût de la collecte n’est pas pris en charge par l’État, qui propose qu’une fois ces déchets rapportés par les patients en pharmacie, soient aménagés des lieux sécurisés pour un stockage adapté.
Cyclamed, une association recyclant les médicaments non utilisés (en attente d’une directive MNU), pourrait les récupérer et intégrer le coût d’une telle collecte.
Le dernier décret ne prévoit que le financement des contenants de collecte. Les acteurs de la collecte attendent donc un financement de l’État ou des collectivités locales. Les collectivités estiment que ce n’est pas à elles d’assumer seules ces flux de déchets dangereux qui blessent ou infectent chaque mois des employés de centres de collecte. Il s'agit donc d'un secteur où devrait jouer la responsabilité élargie du producteur.

### Droit
- Arrêté du 27 décembre 2016 portant agrément d'un éco-organisme de la filière des déchets d'activités de soins à risques infectieux (DASRI) perforants, produits par les patients en autotraitement ou par les utilisateurs des autotests de diagnostic en application des articles L. 4211-2-1 et R. 1335-8-7 à R. 1335-8-11 du code de la santé publique et de l'article L. 541-10 du code de l'environnement |   NOR DEVP1634610A | JO du 30/12/2016 texte : 0303; 30 (Agrément valant du 1er janvier 2017 au 31 décembre 2022)
- Arrêté du 5 septembre 2016 relatif à la procédure d'approbation et portant cahier des charges des systèmes individuels de la filière des déchets d'activités à risques infectieux (DASRI) perforants, produits par les patients en autotraitement ou par les utilisateurs des autotests de diagnostic en application des articles L. 4211-2-1 et R. 1335-8-7 à R. 1335-8-11 du code de la santé publique et de l'article L. 541-10 du code de l'environnement|NOR DEVP1604689A | JO du 20/09/2016 texte : 0219; 2
- Arrêté du 5 septembre 2016 relatif à la procédure d'agrément et portant cahier des charges des éco-organismes de la filière des déchets d'activités à risques infectieux (DASRI) perforants, produits par les patients en autotraitement ou par les utilisateurs des autotests de diagnostic en application des articles L. 4211-2-1 et R. 1335-8-7 à R. 1335-8-11 du code de la santé publique et de l'article L. 541-10 du code de l'environnement|NOR DEVP1604685A| JO du 17/09/2016 texte : 0217; 3
- Circulaire DGS-VS 3/DPPR n° 2000-322 du 9 juin 2000 relative à l'acceptation en déchèterie des déchets d'activités de soins à risques infectieux (DASRI) produits par les ménages et par les professionnels exerçant en libéral (Bulletin officiel du ministère chargé de la santé n° 2000/25 p. 379-381)
- Circulaire DGS/VS 3/DPPR n° 2000-292 du 29 mai 2000 relative à diverses mesures concernant les appareils de désinfection des déchets d'activités de soins à risques infectieux et assimilés|Bulletin officiel du ministère chargé de la santé n° 2000/23 p. 313-318 (Liste des quinze appareils de désinfection de déchets d'activités de soins à risques infectieux (DASRI) et assimilés validée par le Conseil supérieur d'hygiène publique de France)